# Percival Lakes
Die Percival Lakes sind Salzseen in Western Australia in der Great Sandy Desert, die, wenn sie gefüllt sind, eine Fläche von 280 km² bedecken. Die nächstgelegenen Orte sind Parnngurr, Balgo, Jigalong und Marble Bar.
Die im Süden der Wüste gelegenen Salzseen befinden sich in einem ehemaligen Flusssystem und belegen das Vorhandensein von Flüssen in der Vergangenheit. Aufschlüsse zeigen Ablagerungen und Evaporit, die Zeugen eines Drainagesystems in der Wüste aus dem Paleozän sind. Die Seen bilden kleine Feuchtgebiete. 
Das Salzseegebiet liegt im traditionellen Land der Aborigines der Martu. Als im Jahr 1964 das Gebiet der Salzseen zum Aufschlaggebiet der britisch-australischen Mittelstreckenrakete Blue Streak ausgewählt worden war, kam es zum Aufeinandertreffen von zwei Weißen mit 20 weiblichen Aborigines. Die Weißen sollten das Gebiet nach Menschen absuchen. Dabei sahen die Aborigines zum ersten Mal Weiße. Dieses Ereignis wurde 2009 in dem mehrfach ausgezeichneten australischen Dokumentarfilm Contact dargestellt.